# Marcus Furius Camillus (Konsul 8)
Marcus Furius Camillus († 37) war ein römischer Politiker und Senator in der ersten Hälfte des 1. Jahrhunderts n. Chr.
Camillus stammte aus der altpatrizischen Familie der Furii. Seine Söhne waren Marcus Furius Camillus, Arvalbruder im Jahr 37, und Lucius Arruntius Camillus Scribonianus, Usurpator im Jahr 42. Seine Tochter war Livia Medullina. Auch er selbst war Mitglied des Kollegiums der Arvalbrüder. Im Jahr 8 wurde Camillus ordentlicher Konsul und im Amtsjahr 17/18 Prokonsul der Provinz Africa.
Camillus nahm, obschon er für bellorum expers (unerfahren in der Kriegsführung) gehalten wurde, mit der legio III Augusta und Auxiliartruppen erfolgreich den Kampf mit den dortigen, durch den Numidier Tacfarinas angeführten Aufständischen auf und erhielt dafür von Kaiser Tiberius die triumphalia insignia.